# 제정구
제정구(諸廷垢, 1944년 3월 1일 ~ 1999년 2월 9일)는 대한민국의 정치인이자 빈민, 사회운동가으로 천주교 신자이다. 경상남도 고성군 출생으로 판자촌에서 빈민운동과 노동운동을 주로 하였다. 1985년에는 천주교도시빈민사목협의회를 창립하고 초대회장을 역임했으며 도시빈민연구소도 설립했다. 그는 빈민권익보호 운동을 주도하여 '철거민의 대부’로 불리기도 했다.

## 생애

### 생애 초반
제정구는 1944년 3월 1일 경상남도 고성 대가면에서 태어났다. 학창 시절 상위권 성적이었으며, 진주고등학교를 졸업한 후 1966년 상경하여 서울대학교 문리과대학 정치학과에 입학했다.
박정희 정권의 장기집권에 비판적이었던 그는 서울대학교 정치학과 재학 시절부터 학생운동에 투신, 학생회 간부로 활동하였다. 1971년 박정희 정권의 교련 교과목 의무화 제정에 반대하여 교련 반대 시위를 주도하였다가 수배를 당하고 서울대학교에서도 제적되었다.

### 빈민, 노동 운동
이후 청계천 판자촌에서 빈민 운동을 시작하였으며, 1972년 청계천 판자촌에서 야학교사로 활약했다. 또한 도시빈민운동을 시작해 일생을 도시빈민의 생존권·인권 보호운동을 전개하여 ‘빈민의 벗’, ‘빈민운동의 대부’로 불렸다. 이후 민주화 운동에도 가담하여 수차례 투옥되었다. 현재 경기도 시흥시 신천동과 은행동 일대에 자리잡은 복음자리 마을은 제정구가 서울 양평동 판자촌 주민들과 함께 건설한 빈민 자활 공동체이다. 1974년 전국민주청년학생총연맹(약칭 민청학련) 사건으로 15년형을 언도받는 등 2차례 실형을 선고받고 투옥되기도 하였다. 대학 재학시절 민주화운동에 뛰어들어 수배·구속과 투옥, 그에 따른 제적과 복학이 반복되어 1980년에야 졸업할 수 있었다.
5공화국 출범 이후에도 빈민 운동과 민주화 운동을 계속하였으며 1980년 초 천주교 도시빈민사목협의회를 결성하고 서울특별시 목동·상계동 등지의 강제철거 대상 빈민촌에서 빈민운동을 주도해 '철거민의 대부'라는 별명이 붙여졌다. 1984년 복권되었고, 1986년에는 막사이사이상을 수상하였다. 민주헌법쟁취국민운동본부 공동대표로서 1987년 6.10 항쟁을 주도하였다. 같은 해 대통령 선거에서 야당 후보단일화운동에 앞장섰다. 그러나 끝내 후보단일화에 실패하였다. 1985년 천주교 도시빈민 사목 협의회를 창립, 초대회장에 피선되었으며 그해 도시빈민연구소를 세워 빈민의 처우개선과 건강, 권리 문제를 홍보하였다.

### 정치 활동

#### 정계 입문
1987년 11월 김대중이 평화민주당을 창당하자 학생운동가들이 비판적 지지를 선언하며 평화민주당에 입당하자 그는 이를 무원칙한 야합이라며 비판하였다. 이때 제정구에게도 평민당 입당 권유와 당내 요직 제의가 들어왔으나 그는 이를 단호히 거절하였다.
이후 재야 운동권의 정치권 진입을 위해 1988년 한겨레민주당을 창당하고 대표에 선출되었다. 1988년 13대 국회의원 총선거에서 한겨레민주당 후보로 서울 종로구에 출마하였으나 낙선하였다. 원내정당 진입에 실패한 뒤 정치활동에 어려움을 겪었으나 학생운동가들의 추천으로 자발적으로 그의 비서와 보좌진을 자청하는 청년들이 그의 사무실에 수시로 출입하였다.

#### 야당 정치인
노태우 정부 초반에 그는 국군보안사령부의 사찰대상 중 한사람이 되어 노태우 정부로부터 감시당하였는데, 1990년 10월 4일 오후6시40분쯤 외국어대 재학 중 민학투련 출신이었던, 탈영병 윤석양 이병의 폭로에 의해 밝혀졌다. 윤석양은 탈영후 서울시 연지동 기독교회관 7층 한국기독교교회협의회 인권위원회 사무실에서 「양심선언」을 통해 탈영당시 보안사에서 갖고나온 동향파악대상자 개인색인표 신상철,이들 내용이 입력된 컴퓨터디스킷을 공개하여 알려졌다.
1992년 김대중의 신민당과 이기택이 민주당(꼬마민주당)이 합당한 민주당 공천으로 경기 시흥-군포에 출마하여 국회의원에 당선되었다. 1994년 김영삼이 민자당에 입당을 권유했으나 그는 처음에 김영삼의 영입 제의를 거절하고 이를 비판하였다. 그러나 김대중의 당권욕과 대권욕을 지적, 규탄했다가 동교동계 사람들로부터 멱살잡히고 폭행을 당하는 등의 수난도 겪었고, 이를 계기로 김대중에 대해서 부정적으로 바라보게 되었다.

### 한나라당 입당
1995년 지방선거 이후 민주당이 김대중 주도로 새정치국민회의로 분당되자 이를 강하게 비판하고 노무현 등과 함께 국민통합추진회의(통추)를 구성하였다. 이후 1996년 15대 총선에서 재선되었고 민주당 원내총무에 선출되었다.
1997년 민주당 부총재가 되었으나, 그해 말 대선을 앞두고 김대중을 지지한 노무현, 김원기 등의 통추 주류와는 달리 양김정치 청산의 취지로 이철 등과 함께 이회창을 지지하고 신한국당과의 합당에 동참하였다. 신한국당 내에 김덕룡 등의 존재가 신한국당과의 합당에 참여하는데 결정적인 것이었다는 사실이 밝혀지기도 했다. 이후 한나라당 의원을 지내면서도 소장파 의원들로 이루어진 '희망연대'를 조직하는 등 정치개혁을 위해 꾸준히 노력했다. 그러나 폐질환이 악화되었고, 과로로 쓰러지는 일도 있었다.
그밖에 동북아시아권의 분쟁, 평화문제에도 관심을 가진 그는 동북아평화센터의 출범 에도 참여하여 활동하였다.

### 사망
그는 한국 사회의 정치 개혁을 위해서는 양김과 삼김으로 상징되는 정치세력이 퇴출당해야 된다고 생각했다. 세 김씨가 각자 자기 파벌의 정치인들을 심어놓고 막후에서 영향력을 행사하는 것을 그는 부정적으로 평가했다. "장렬히 전사할 망정 양 김씨의 줄을 서지 않겠다. 젊은 사람들 중에 거기에 기웃거리는 사람들이 있는데 옳지 않다"라며 이를 노골적으로 비판하였다.
이후 그는 국회 건설위원회 위원, 재정경제위원회 위원, 산업자원위원회 위원으로 활약하였다. 1998년 국회 산업자원위원회 위원을 거쳐 한나라당 당무위원을 지냈다. 1999년 폐암으로 사망하였다.

### 사후
사후 국민훈장 모란장이 추서되었다. 1999년 10월 20일 제정구를 생각하는 모임이 창립되었고, 그 뒤 제정구 기념사업회로 발족되었다.
2011년 2월 25일 서울고법 형사11부(재판장 강형주)는 국가를 변란할 목적으로 반국가단체인 민청학련을 조직해 내란을 준비한 혐의 등으로 기소된 제 전 의원에 대한 재심(再審)에서 무죄를 선고했다. 재판부는 “제 전 의원이 국가를 변란할 목적으로 반국가단체를 구성하고 내란을 준비한 것으로 볼 만한 증거가 없다”며 “오히려 당시 중앙정보부 수사관들로부터 구타를 당하거나 물 고문과 전기 고문 등을 당한 사실이 인정된다”고 밝혔다.

## 학력
- 대흥국민학교 졸업
- 고성중학교 졸업
- 진주고등학교 졸업
- 서울대학교 문리과대학 문학부 정치학 학사
- 서강대학교 대학원 종교학 석사과정 수료

## 저서
- <신부와 벽돌공> (1997)

## 상훈
- 1986년 막사이사이상
- 1999년 국민훈장 모란장

## 일화
그는 평생 재산이 없었으나 독지가들의 지원과 후원으로 기탁금을 마련하여 빈민생활을 했다. 한번은 김수환 천주교 추기경이 그의 생활을 확인해보러 그의 집에 갔다가 화장실이 너무 허름하여 용변을 참고 갔다고도 한다.
그가 죽자 여야 정치인들은 삼김 파벌정치가 그를 죽게 만들었다고 했고, 일각에서는 그가 김대중 때문에 죽었다며 DJ암으로 죽었다고 하기도 하였다.

## 참고자료
- 제정구 - 대한민국헌정회
- 제정구:KBS 인물현대사

## 같이 보기
| - 전태일 - 김영삼 - 김덕룡 - 손학규 - 통일민주당 - 김문수 - 김원기 - 김형오 - 노무현 - 배일도 - 심재철 - 계훈제 - 원희룡 - 김동길 - 최형우 - 백기완 - 백원우 | - 신민당 - 민주당 - 전대협 - 민청학련 사건 - 6.10 항쟁 - 김상진 - 김수환 - 노무현 - 박정희 - 윤보선 - 이재오 - 이부영 - 인명진 - 김동영 - 장택상 - 장준하 - 장면 - 함석헌 | - 안상수 - 민주자유당 - 신한국당 - 한나라당 - 김종필 - 문익환 - 이명박 - 노태우 - 김대중 - 이회창 - 제정구기념사업회 | - 시흥시·군포시 - 시흥시의 국회의원 - 군포시의 국회의원 - 시흥시 (선거구) |

## 역대 선거 결과
|  | 12.26% |

|  | 47.12% |

|  | 42.94% |

## 소속 정당
| 소속 정당 | 소속 정당    | 소속 기간 | 비고           |
| --------- | ------------ | --------- | -------------- |
|           | 한겨레민주당 | 1988~1991 | 창당 정계 입문 |
|           | 무소속       | 1991      | 정당 해산      |
|           | 민주당       | 1991      | 입당           |
|           | 민주당       | 1991~1995 | 합당           |
|           | 통합민주당   | 1995~1996 | 합당           |
|           | 민주당       | 1996~1997 | 당명 변경      |
|           | 한나라당     | 1997~1999 | 합당 사망      |

## 참고 자료
- 제정구 기념사업회 보관됨 2013-12-19 - 웨이백 머신
- 제정구 장학회 보관됨 2014-12-18 - 웨이백 머신